# Società italiana per le Strade Ferrate Secondarie della Sardegna
La Società italiana per le Strade Ferrate Secondarie della Sardegna, nota più semplicemente come Strade Ferrate Secondarie della Sardegna (SFSS), era una società ferroviaria italiana, operante in Sardegna.

## Profilo
La società nacque nel 1886 ad opera di un gruppo di imprenditori italiani, col fine di partecipare alla gara per l'affidamento della concessione governativa per la realizzazione e la gestione delle prime linee ferroviarie della rete secondaria sarda.
La SFSS riuscì nell'intento di aggiudicarsi questo appalto, non senza polemiche, e così alla società spettò l'onere di costruire i collegamenti ferroviari nelle zone non raggiunte dalla rete principale della Compagnia Reale delle Ferrovie Sarde, anch'essa in gara per questa concessione. Il progetto dei lavori fu realizzato dall'ingegnere Alfredo Cottrau, e prevedeva prevalentemente linee di collegamento tra le città raggiunte dai binari delle Ferrovie Reali ed i territori più lontani da questi tracciati.

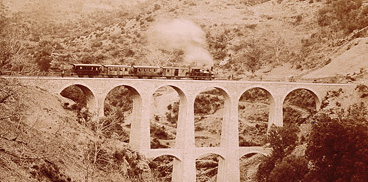
Un treno a vapore delle SFSS, sul viadotto di "su Samuccu", lungo la Isili-Sorgono.

Tecnicamente la concessione prevedeva l'esplicita realizzazione della rete con criteri di economia, per questo venne decisa l'adozione dello scartamento ridotto da 950 mm invece dei 1435 della rete principale, soluzione che oltretutto permise maggiore libertà in fase di progettazione, per via della maggiore agilità dei convogli nel superare i tratti tortuosi. Inoltre le linee furono interamente costruite a binario unico.

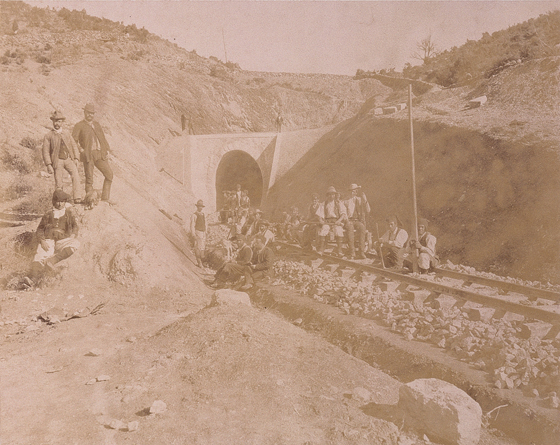
I lavori di realizzazione della galleria di Meana Sardo, lungo la Isili-Sorgono.

I lavori iniziarono in breve tempo, e procedettero a ritmo sostenuto, con le squadre di operai capaci di realizzare mediamente 300 metri di ferrovia al giorno, nonostante le asperità dei territori in cui le nuove ferrovie erano in costruzione. Le prime linee a essere inaugurate furono la Cagliari-Isili e la Monti-Tempio, entrambe aperte all'esercizio il 15 febbraio 1888. Quello stesso anno fu inaugurata la Macomer-Bosa, attivata il 26 dicembre insieme al tronco da Macomer alla stazione di Tirso. Quest'ultimo era la prima parte della Macomer-Nuoro, che fu completata nei primi mesi del 1889, con l'apertura della Tirso-Orotelli (26 gennaio) e della Orotelli-Nuoro (6 febbraio).
L'attività delle SFSS interessò anche la zona di Sassari, con l'apertura della Sassari-Alghero il 1º marzo, sempre del 1889. La prima parte dei lavori si concluse con l'apertura della Isili-Sorgono, il 3 dicembre 1889.
Qualche anno dopo, fu dato inizio alla seconda fase di realizzazione, che portò alla costruzione della linea da Tirso a Chilivani, aperta al traffico tra il 10 febbraio 1891 (tronco Ozieri-Chilivani) e il 1º aprile 1893 (Tirso-Ozieri). Contemporaneamente si lavorava alla costruzione della ferrovia Mandas-Arbatax, i cui primi tronchi (Mandas-Nurri e Gairo-Arbatax) furono aperti quello stesso giorno. Il 16 novembre del 1893 i due tronchi giunsero a Villanova Tulo da un lato e ad Ussassai dall'altro; con l'inaugurazione della tratta tra questi ultimi due centri, avvenuta il 20 aprile 1894, i 159 chilometri di linea furono completati. Sempre in zona, il 16 novembre 1893, era stata anche aperta una diramazione da Gairo a Jerzu. Con queste linee fu completata la rete SFSS, che si estendeva per complessivi 590 chilometri.
Nel 1921, la SFSS fu assorbita da un'altra società, la Ferrovie Complementari della Sardegna, sancendone la fine della sua storia. Dal 2010 le linee costruite dalle SFSS ancora esistenti sono sotto il controllo dell'ARST.